# دوسجان کارتیکوف
دوسجان کارتیکوف (به انگلیسی: Doczhan Kartikov) کشتی گیر کشور قزاقستان است.